# William Merz
William Merz (Red Bud, Estats Units 1878 - Overland 1946) fou un gimnasta i atleta nord-americà, que guanyà cinc medalles en els Jocs Olímpics d'Estiu de 1904.

## Biografia
Va néixer el 25 d'abril de 1878 a la ciutat de Red Bud, població situada a l'estat d'Illinois.
Va morir el 17 de març de 1946 a la seva residència d'Overland, població situada a l'estat de Missouri.

## Carrera esportiva
Va participar, als 26 anys, en els Jocs Olímpics d'Estiu de 1904 realitzats a Saint Louis (Estats Units), on va aconseguir guanyar la medalla de plata en la prova gimnàstica d'anelles i la medalla de bronze en les proves de combinada, salt sobre cavall i cavall amb arcs, i fou quart en la prova per equips, desè en el concurs complet i vint-i-quatrè en la prova de triatló gimnàstica. Així mateix també participà en la prova de triatló atlètica, on aconseguí guanyar una nova medalla de bronze.